# Dichromodes euprepes
Dichromodes euprepes là một loài bướm đêm trong họ Geometridae.